# History, Mystery & Prophesy
A History, Mystery & Prophesy egy 1984-es album Lee Perrytől.

## Dalok listája
1. Mr. Music
2. The Ganja Man
3. Nice Time
4. Tiger Lion
5. Funky Joe
6. Heads Of Government
7. Daniel
8. Bed Jamming

## Közreműködtek
- hangmérnök : Errol Thompson & Stephen Stanley & Kendall Stubbs & Andy Lyden
- producer : Lee Perry
- vokál : Lee Perry
- háttérzenekar : The Upsetters
- háttérvokál : Harold Barney & Pat Carey & Abigail Charlow
- stúdió : Compass Point (Nassau, Bahama-szk.)

## Külső hivatkozások
- https://web.archive.org/web/20090819142449/http://roots-archives.com/release/235